# Gyula Pap (Schachspieler)
Gyula Pap  (* 20. April 1991 in Szekszárd) ist ein ungarischer Schachspieler.

## Schachliche Laufbahn
Pap siegte oder belegte vordere Plätze in mehreren Turnieren: 2. Platz beim Turnier First Saturday FM in Budapest (März 2002), 2. Platz beim Pokalturnier in Paks (2003), 2. Platz bei der ungarischen U20-Meisterschaft (2008), 2. Platz beim Turnier First Saturday GM in Budapest (Februar 2010) und 2. Platz beim Turnier First Saturday GM in Budapest (Juli 2010).
Pap trägt seit 2007 den Titel Internationaler Meister. Die erforderlichen Normen erfüllte er bei zwei First-Saturday-Turnieren im Dezember 2004 und April 2006 in Budapest sowie in der Saison 2006/07 der NB I/B. Charousek csoport, der zweithöchsten Spielklasse der ungarischen Mannschaftsmeisterschaft. 2011 erhielt er den Großmeister-Titel. Die Normen erfüllte er im März 2009 beim First Saturday GM in Budapest, beim Savaria Summer GM 2010 in Szombathely und beim 10. Rohde Open 2010 in Sautron. Seine Elo-Zahl beträgt 2544 (Stand: Oktober 2014), damit belegt er Platz 16 in der Elo-Rangliste Ungarns. Im August 2012 erreichte er seine höchste Elo-Zahl von 2578.
Pap spielt für die Mannschaft von Községi Sportegyesület Decs, mit der er von 2007 bis 2014 in der höchsten ungarischen Spielklasse, der NB I. Szabó László csoport, vertreten war.